# Aysun Erge
Aysun Erge (ur. 18 listopada 1993) – turecka zapaśniczka startująca w stylu wolnym. Zajęła piąte miejsce na mistrzostwach Europy w 2018. Brązowa medalistka na akademickich MŚ w 2016. Wicemistrzyni igrzysk śródziemnomorskich w 2018 roku.